# ギー・ルー
ギー・ルー（Guy Roux, 1938年10月18日 - ）はフランス、コルマール出身の元サッカー選手、サッカー指導者。フランスのプロサッカークラブ、AJオセールに選手および監督として半世紀以上に渡り在籍するとディヴィジョン・アン優勝、4度のクープ・ドゥ・フランス優勝に導いた。

## 経歴

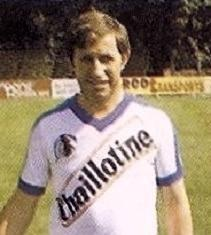
クープ・ドゥ・フランス準優勝の頃 (1979年)

選手としてAJオセールで11年間プレーした後、1961年に現役を引退。当時3部にいた同クラブの監督にそのまま就任した。ルーの指導の下、1979年に2部にいながらにしてクープ・ドゥ・フランス準優勝、そして翌年のディヴィジョン・アン（現在のリーグ・アン）昇格に導いた。さらに、1993年にはUEFAカップベスト4進出、1994年にはクープ・ドゥ・フランス初優勝、1996年にはディヴィジョン・アン初優勝などに導いた。
AJオセールでの指揮は1961年から2005年の44年に及んだが、この間にルーはユースアカデミーの充実にも寄与し、エリック・カントナ、ローラン・ブラン、ジブリル・シセなどの選手を輩出した。
2001年には心臓のバイパス手術を受けるなど健康問題もあり、2005年6月に監督を退任した。退任後はオセールのユースアカデミーに携わりながら、評論家として活動した。
2007年6月、RCランスの監督に就任したが、2007-08シーズン最中の同年8月25日に行われたRCストラスブール戦においてハーフタイム中に辞任したことが発表された。